# Duisburger Philharmoniker
Die Duisburger Philharmoniker sind das städtische Orchester der Stadt Duisburg und eines von zwei Orchestern der Deutschen Oper am Rhein. Es wurde im Jahr 1877 unter dem Namen „Neue Städtische Kapelle“ und unter Leitung von Hermann Brandt in Duisburg gegründet. Neben den Generalmusikdirektoren und Gastdirigenten haben in der langjährigen Geschichte des Orchesters auch bedeutende Komponisten wie Richard Strauss, Max Reger oder Paul Hindemith ihre eigenen Werke dirigiert.

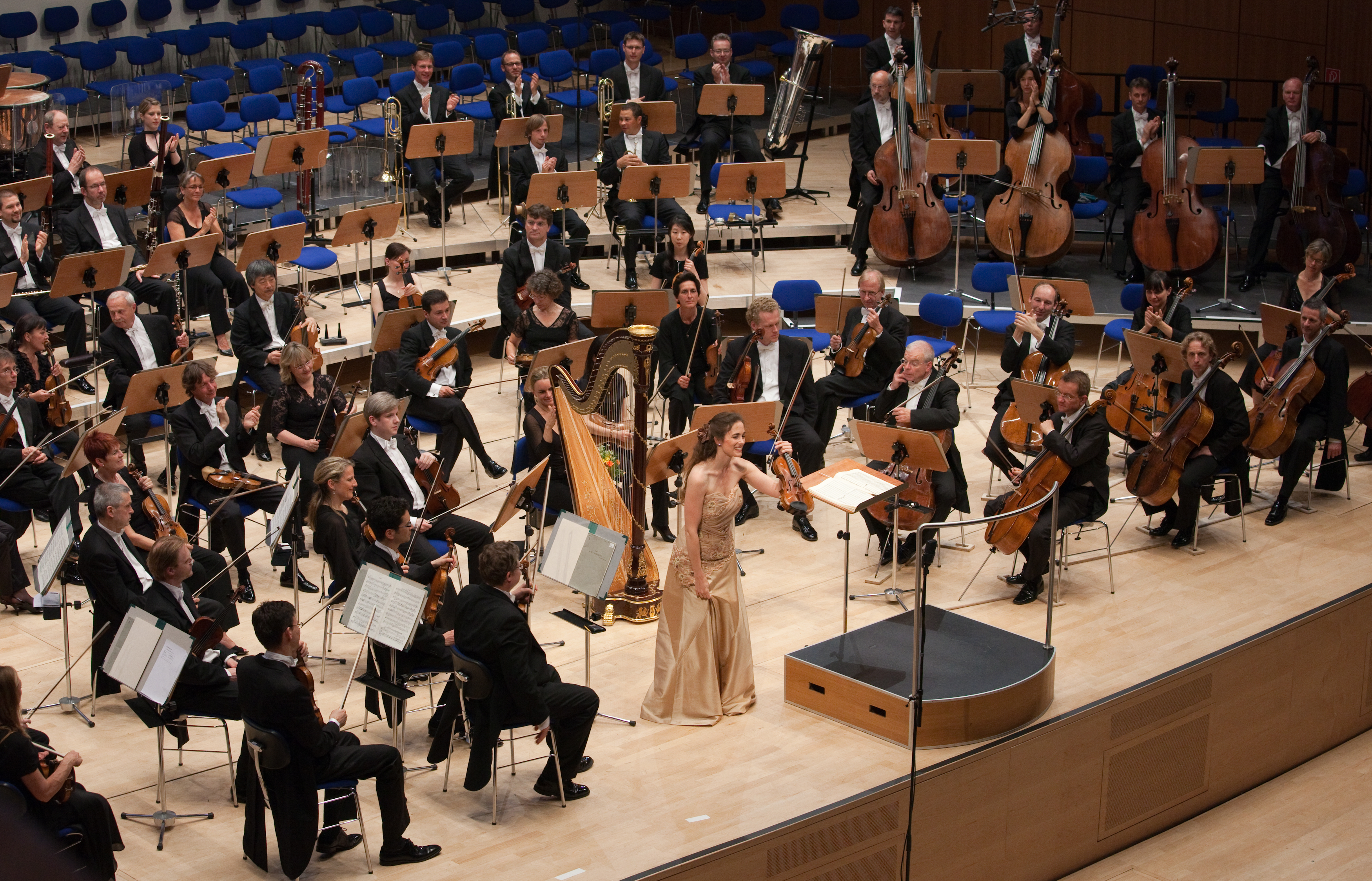
Duisburger Philharmoniker 2010

## Geschichte

### Erste Jahre
Mit der Gründung des Duisburger Gesangvereines, dem heutigen Philharmomischen Chor Duisburg, im Jahr 1852 entwickelte sich in Duisburg langsam ein institutionalisiertes öffentliches Musikleben. 25 Jahre später gründete der Kapellmeister Hermann Brandt die 30 Musiker zählende „Neue Städtische Kapelle“, das erste Konzert ist datiert vom 2. August 1877 und fand in der Duisburger Schützenburg statt. Zum ersten Mal in der Stadtgeschichte hatte Duisburg damit ein Berufsorchester, die Geburtsstunde der Duisburger Philharmoniker. 1881 erhielt Hermann Brandt den Titel „Städtischer Kapellmeister“, am 13. November 1887 wurde die neu gebaute Tonhalle eröffnet. Als Brandt 1893 aus dem Amt ausschied, übernahm der Chorleiter Hugo Grüters die Leitung, bis 1899 Walter Josephson zum Städtischen Musikdirektor ernannt wurde. Unter seiner Leitung erlebte das Orchester einen enormen Aufschwung. Josephson erhöhte die Zahl der Abonnementkonzerte, verstärkte die Zahl der Musiker auf bis zu 50 und verpflichtete berühmte Solisten und Dirigenten nach Duisburg, darunter die Geiger Eugène Ysaÿe und Adolf Busch, die Pianisten Eugen D’Albert und Ferruccio Busoni sowie Dirigentenpersönlichkeiten wie Richard Strauss und Hans Pfitzner. Am 1. April 1908 wurde die Kapelle von der Stadt Duisburg übernommen und erhielt als „Städtisches Orchester“ einen jährlichen Zuschuss von 27.000 Mark.

### Die Ära Paul Scheinpflug
Am 7. Juli 1920 erhielt der Dirigent Paul Scheinpflug als erster den Titel eines Duisburger Generalmusikdirektor. Er erhöhte nicht nur die Zahl der Sinfoniekonzerte, sondern erweitertete auch das Angebot im Bereich der Kammermusik. Außerdem vergrößerte er in mehreren Schritten das Orchester, das 1925 aus 85 Musikern bestand. In der Amtszeit Paul Scheinpflugs kam es 1921 auch zu einer Theatergemeinschaft mit der Stadt Bochum, die bis einschließlich der Spielzeit 1934/35 fortgeführt wurde. Vor allem aber war die Ära Scheinpflug eine Zeit der Ur- und Erstaufführungen in Duisburg, darunter Werke von Richard Strauss, Paul Hindemith, Hans Pfitzner, Max Reger, Franz Schreker, Alexander Skrjabin, Arnold Schönberg, Gustav Mahler und Igor Strawinsky. Außerdem dirigierte Paul Scheinpflug am 18. Juli 1925 die Uraufführung von Paul Hindemiths „Konzert für Orchester“ op. 38.

### Zweiter Weltkrieg und Neuanfang
1928 schied Paul Scheinpflug als Duisburger Generalmusikdirektor aus. Nach einer zweijährigen Interimszeit übernahm ab 1930 für zwei Spielzeiten der damals 26-jährige Dirigent Eugen Jochum das Amt, der von Duisburg aus seine spätere Weltkarriere startete. Nach einem erneuten kurzen Interregnum wurde 1933 der Osnabrücker Musikdirektor Otto Volkmann zum neuen Generalmusikdirektor ernannt und blieb es bis 1945. Schon unter Eugen Jochum begannen schwierige Zeiten für das Orchester, dessen Mitgliederzahl von 85 auf 65 reduziert wurde. In den Kriegsjahren kam das öffentliche Musikleben in Duisburg schließlich komplett zum Erliegen. In der Nacht vom 6. auf den 7. September 1942 wurde die städtische Tonhalle zerstört, am 22. Dezember 1942 wurde dann auch das Theater bei einem Luftangriff schwer beschädigt und war nicht mehr bespielbar. Nach provisorischen Aufführungen im Mercator-Filmpalast, im Thyssen-Casino oder der Stadthalle in Mühlheim wurde die komplette Oper samt Orchester im September 1943 nach Prag evakuiert, um dort bis Juli 1944 den Spielbetrieb aufrechtzuerhalten. Im Herbst 1945 fanden unter dem Kapellmeister Richard Hillenbrand die ersten Nachkriegskonzerte in Duisburg statt, 1946 wurde Georg Ludwig Jochum, der Bruder von Eugen Jochum, zum Generalmusikdirektor ernannt und blieb es bis 1970, so lange wie kein anderer Kapellmeister oder Generalmusikdirektor in der Geschichte des Orchesters. Mit den sinfonischen Werken von Beethoven, Bruckner und Brahms im Zentrum pflegte er ein vielseitiges Repertoire, zu dem die Oratorien und Passionen von Bach ebenso gehörten wie die Komponisten des 20. Jahrhunderts. Regelmäßig dirigierte er außerdem Werke von Jean Sibelius, noch vor der späteren Sibelius-Renaissance, und holte namhafte Solisten nach Duisburg, zu denen die Sänger Elisabeth Schwarzkopf und Dietrich Fischer-Dieskau ebenso gehörten, wie die Pianisten Wilhelm Backhaus und Wilhelm Kempff. In die Ägide von Georg Ludwig Jochum fiel auch die Eröffnung der Mercator-Halle am 2. September 1962, die als Nachfolgebau für die im Krieg zerstörte Tonhalle fungierte.

### Mit neuen Namen in die Zukunft
Als Georg Ludwig Jochum 1970 nach 24 Spielzeiten im Amt starb, gestaltete sich die Suche nach einem Nachfolger zunächst schwierig. 1971 wurde Walter Weller zum Generalmusikdirektor ernannt, blieb es allerdings nur für ein Jahr. Erst 1976 folgte Miltiades Caridis, in der Zwischenzeit standen 16 Gastdirigenten am Pult. 1977 feierte das damals 87 Mitglieder zählende Orchester sein 100-jähriges Bestehen und änderte seinen Namen in Duisbuger Sinfoniker. Caridis pflegte, wie schon sein Vorgänger Georg Ludwig Jochum, ein breites Repertoire, setzte darin besondere Akzente bei Gustav Mahler und den Klassikern der Moderne. Außerdem begann 1981 unter seiner Leitung die Reihe der Internationalen Musikfeste in Duisburg. Der Amerikaner Lawrence Foster, der von 1982 bis 1987 Generalmusikdirektor in Duisburg war, führte das Orchester zu seiner ersten bedeutenden Tournee in die damalige Sowjetunion. Außerdem setzte er sich vehement für die Musik der Gegenwart ein. Untrennbar mit der Aufführung russischer Komponisten des 20. Jahrhunderts ist der Name des nächsten Generalmusikdirektors verbunden. Alexander Lazarew war zudem der erste russische Dirigent, dem die Leitung eines deutschen Sinfonieorchesters anvertraut wurde. Die Verpflichtung von Bruno Weil, GMD von 1994 bis 2002, brachte dann eine Rückbesinnung auf die Musik der Klassik und Frühromantik aus dem Geist der historischen Aufführungspraxis.
2000 änderte das Orchester erneut seinen Namen in Duisburger Philharmoniker. Im Jahr des 125-jährigen Orchesterjubiläums trat 2002 der britische Dirigent Jonathan Darlington die Nachfolge von Bruno Weil an. Highlights seiner Amtszeit sind Tourneen nach Athen (2003), China (2007), Polen und Litauen (2009), die Eröffnung der Philharmonie Mercatorhalle (2007), die Einweihung der Mercatororgel (2009) sowie zahlreiche Uraufführungen, u. a. von Mauricio Kagels „Broken Chords“ und Tan Duns „Heaven – Earth – Mankind“. 2012 übernahm Giordano Bellincampi und prägte das Musikleben der Stadt für fünf Jahre, wofür er mit der Mercatorplakette ausgezeichnet wurde. Der italienisch-dänische Dirigent hat das Repertoire des Orchesters insbesondere um Werke der skandinavischen Orchesterliteratur erweitert. Mit Beginn der Spielzeit 2019/20 übernahm Axel Kober, der langjährige GMD der Deutschen Oper am Rhein, das Amt des Generalmusikdirektors, nachdem er zuvor bereits zwei Jahre lang die Position des Chefdirigenten bei den Duisburger Philharmonikern innehatte. Dokumentiert ist die Zusammenarbeit von Dirigent und Orchester in mehreren Aufnahmen, darunter „Das Rheingold“, „Die Walküre“ und „Siegfried“ von Richard Wagner. Mit dem Ende der Spielzeit 2024/25 verabschiedet sich Axel Kober als GMD mit Schönbergs „Gurre-Liedern“, die bereits 1922 im Zentrum eines städtischen Musikfest standen. Ab der Spielzeit 2026/27 wird Stefan Blunier neuer Generalmusikdirektor der Duisburger Philharmoniker.
Seit der Spielzeit 2021/22 ist der Musikwissenschaftler und Kulturmanager Nils Szczepanski Intendant der Duisburger Philharmoniker. Er übernahm das Amt von Alfred Wendel, der 2006 zum Intendanten des Orchesters ernannt wurde. Vor ihm war Rolf-Rüdiger Arnold Intendant.

## Städtischen Kapellmeister und Generalmusikdirektoren
(Quelle: )
- Hermann Brandt (1877–1893)

- Walther Josephson (1899–1920)
- Paul Scheinpflug (1920–1928)
- Eugen Jochum (1930–1932)
- Otto Volkmann (1933–1945)
- Richard Hillenbrand (1945–1946)
- Georg Ludwig Jochum (1946–1970)
- Walter Weller (1971–1972)
- Miltiades Caridis (1976–1981)
- Lawrence Foster (1982–1987)
- Alexander Lazarew (1988–1993)
- Bruno Weil (1994–2002)
- Jonathan Darlington (2002–2011)
- Giordano Bellincampi (2012–2017)
- Axel Kober (2017–2025)
- Stefan Blunier (ab der Spielzeit 2026/27)

## Spielstätten

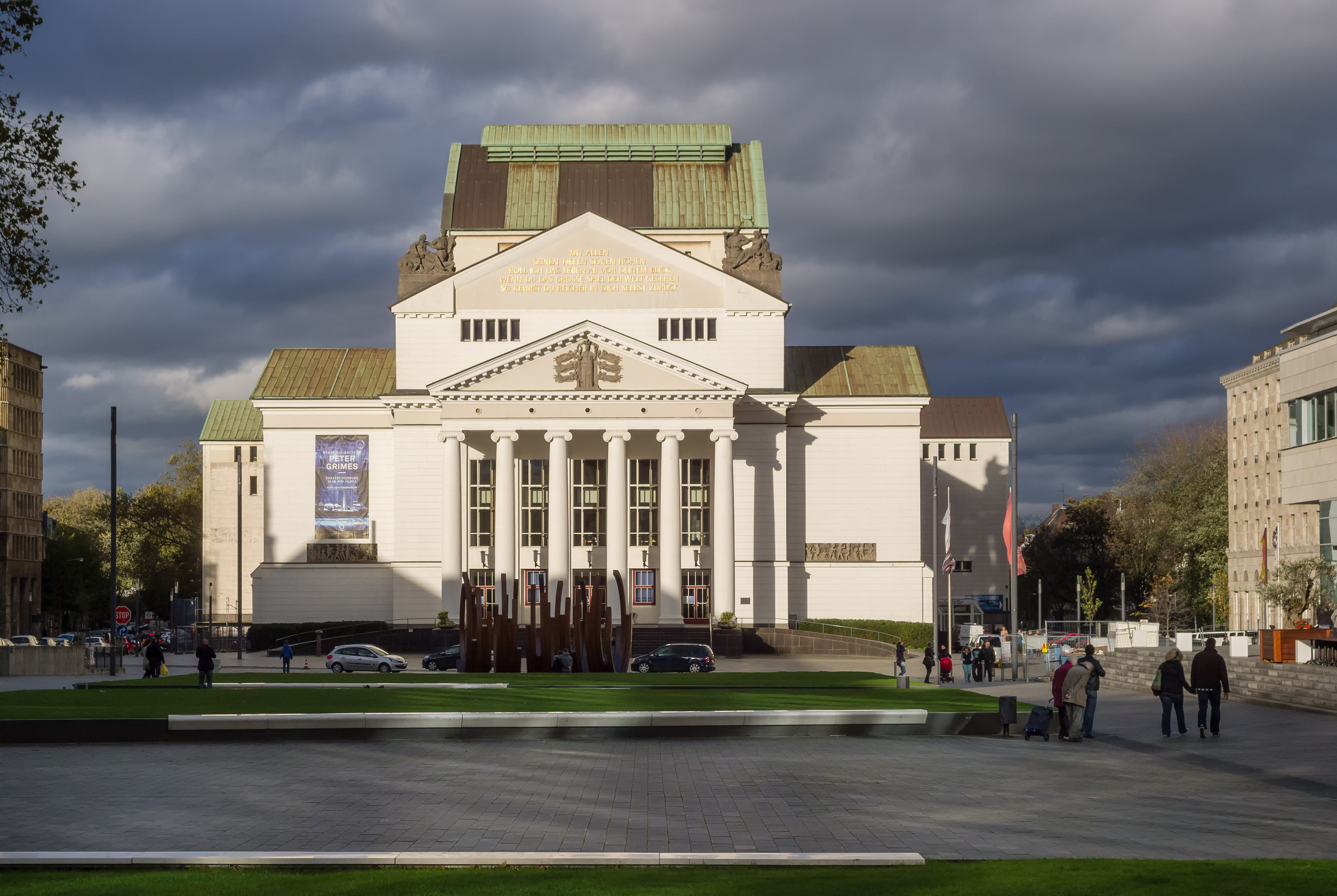
Stadttheater Duisburg

Zu Hause ist das Orchester in der Duisburger Mercatorhalle, dem Nachfolgebau für die 1942 bei einem Bombenangriff zerstörte Duisburger Tonhalle, die seit ihrer Einweihung im Jahr 1887 eines der Zentren des Duisburger Kulturlebens war. 1962 wurde die Mercatorhalle, die nach dem Geografen und Kartografen Gerhard Mercator benannt ist, samt ihrem Konzertsaal mit 1.700 Plätzen eröffnet. Mit den Vorbereitungen zum Abriss der Mercatorhalle im Jahr 2003 fanden die Konzerte im Duisburger Theater am Marientor statt, bis im April 2007 die neue Mercatorhalle im City Palais fertiggestellt wurde. 2009 erhielt die Philharmonie Mercatorhalle eine Orgel des Orgelbauers Hermann Eule. Das Instrument hat vier Manuale und 72 Register im Stil der englischen Townhall-Orgeln. Im August 2012 musste die Mercatorhalle wegen massiver Brandschutzprobleme geschlossen werden, bis zur Wiedereröffnung 2016 spielte das Orchester erneut im Theater am Marientor. [8] Eine zweite Heimat haben die Duisburger Philharmoniker als Opernorchester der Deutschen Oper am Rhein im Theater Duisburg.

## Erst- und Uraufführungen, Gastdirigenten
Fast seit ihren Anfängen als Städtische Kapelle spielten die Duisburger Philharmoniker regelmäßig Ur- und Erstaufführungen bedeutender Werke. 1888 hoben sie unter dem damaligen Duisburger Chordirektor Hugo Grüters die dramatische Szene „Electra“ von Louis Théodore Gouvy aus der Taufe. 1903 erlebte Bruckners 9. Sinfonie ihre deutsche Erstaufführung, drei Monate nach der Wiener Uraufführung. Besonders viele Uraufführungen spielte das Orchester in der Ära von Paul Scheinpflug, der am 18. Juli 1925 die Uraufführung von Hindemiths „Konzert für Orchester“ op. 38 dirigierte. Immer wieder standen auch Uraufführungen von Werken des eng mit Duisburg verbundenen Julius Weismann auf dem Programm, darunter dessen Klavierkonzert op. 33 (mit dem Komponisten als Solisten). Unter den Uraufführungen finden sich auch Auftragswerke, meist im Rahmen von Jubiläen. Darunter die 5. Sinfonie von Giselher Klebe, die zum 100-jährigen Bestehen des Orchesters 1977 entstand. Auch einige Gewinner des Duisburger Musikpreises bedankten sich mit neuen Werken, z. B. Wolfgang Rihm mit dem „Konzert für Klavier und Orchester“ (1992). Im Jahr 2000 sorgte die europäische Erstaufführung von „Orchestra Theatre Nr. 4“ des chinesischen Komponisten Tan Dun für Aufsehen. Gleich drei Kompositionsaufträge erfolgten zum 125. Jubiläum der Duisburger Philharmoniker: Das Klarinettenkonzert von Krzysztof Meyer, „Broken Chords“ von Mauricio Kagel sowie die „Vier Orchesterstücke“ von Manfred Trojahn. Ebenfalls klangvoll ist die Namensliste der dirigierenden Komponisten, die in Duisburg, teils mehrfach, Station machten. Zu ihnen zählen u. a. Richard Strauss, Paul Hindemith, Max Schillings, Hans Pfitzner und Max Reger. Besonders in Erinnerung geblieben ist auch das Gastdirigat von Bruno Walter, der als Assistent von Gustav Mahler begonnen hatte, und der sich nach dem Konzert beim Orchestervorstand bedankte: „Wenn ich die Leitung dieses Orchesters einige Zeit in Händen hätte, würde ich es zu einem der ersten Deutschlands machen.“

## Musikpreis der Stadt Duisburg
Der Duisburger Musikpreis wurde erstmals 1990 verliehen. Er würdigt herausragende Leistungen in den Bereichen Musik und Musiktheater und ist mit einem Preisgeld in Höhe von 10.000 Euro dotiert, das von der Köhler-Osbahr-Stiftung zur Verfügung gestellt wird. Bisherige Preisträger waren:
- 2024 Tanja Tetzlaff
- 2023 Alfred Wendel
- 2022 Youth Symphony Orchestra of Ukraine (YsOU)
- 2021 Valer Sabadus
- 2020 Carolin Widmann
- 2019 Royston Maldoom
- 2018 Nicolas Altstaedt
- 2017 Fazil Say
- 2016 Bruno Weil
- 2015 Martin Schläpfer
- 2014 Nina Stemme
- 2013 Die Mitglieder der Duisburger Philharmoniker
- 2012 Fauré Quartett
- 2011 Jonathan Darlington
- 2010 Hans Wallat
- 2009 Alfred Brendel
- 2008 Pina Bausch
- 2007 Dietrich Fischer-Dieskau